# Celestus hewardi
Celestus hewardi är en ödleart som beskrevs av  Gray 1845. Celestus hewardi ingår i släktet Celestus och familjen kopparödlor. Inga underarter finns listade i Catalogue of Life.